# Tom Bruce
Tom Bruce (Estados Unidos, 17 de abril de 1952-9 de abril de 2020) fue un nadador estadounidense retirado especializado en pruebas de estilo braza, donde consiguió ser campeón olímpico en 1972 en los 4 x 100 metros estilos.

## Carrera deportiva
En los Juegos Olímpicos de Múnich 1972 ganó la medalla de oro en los relevos de 4 x 100 metros estilos (nadando el largo de braza), por delante de Alemania del Este y Canadá; y en cuanto a las pruebas individuales ganó la plata en los 100 metros braza, con un tiempo de 1:05.43 segundos, tras el japonés Nobutaka Taguchi  que batió el récord del mundo con 1:04.94 segundos.